# 昌盛大桥
昌盛大桥，中国广东省珠海市的一条大桥，是连接珠海市区与南屏、湾仔和横琴新区的桥梁之一，位于拱北街道昌盛路。全长1970米，双向六车道，设计时速70km/h；2002年7月动工，2003年11月建成，同年12月30日通车。